# Tos quintosa
La tos quintosa es un tipo de tos que entra dentro de la clasificación de la: "semiología del ritmo de la tos". Está constituida por varios accesos o sacudidas espiratorias con profundas inspiraciones intercaladas, a veces ruidosas y sibilantes, es decir: "accesos de tos a las que preceden fuertes respiraciones acompañadas por un silbido", recordando el canto de gallo, llamados repeticiones o reprises.
La causa fundamental de la tos quintosa es la tos ferina, en su segundo periodo. Lleva este nombre por tener cada acceso 5 reprises, o según otros autores por aparecer los accesos cada 5 horas.
Puede además estar presente en padecimientos tales como: Virus sincitial respiratorio o la bronquiolitis.